# 尼濟 (涅任區)
51°6′29″N 31°48′10″E / 51.10806°N 31.80278°E
尼濟（烏克蘭語：Низи），是烏克蘭北部的村莊，隸屬切爾尼希夫州的尼任區。該村面積0.41平方公里，海拔高度117米，2001年人口65，人口密度每平方公里160.1人。